# Braquis
Braquis ist eine französische Gemeinde mit 104 Einwohnern (Stand 1. Januar 2022) im Département Meuse in der Region Grand Est. Sie gehört zum Arrondissement Verdun und zum Kanton Étain.

## Geschichte
Im Ersten Weltkrieg wurde der Maler Franz Marc am 4. März 1916 bei einem Erkundungsritt bei Braquis von einem Granatsplitter tödlich verwundet.

### Bevölkerungsentwicklung
| Jahr      | 1962 | 1968 | 1975 | 1982 | 1990 | 1999 | 2009 | 2019 |
| Einwohner | 114  | 105  | 104  | 106  | 87   | 85   | 92   | 109  |

## Sehenswürdigkeiten
- Kirche Saint-Georges, 1726 erneuert, 1860 zerstört, im Ersten Weltkrieg zerstört und 1927 wieder aufgebaut.
- Gebetskapelle Notre-Dame-de-Fatima von 1958

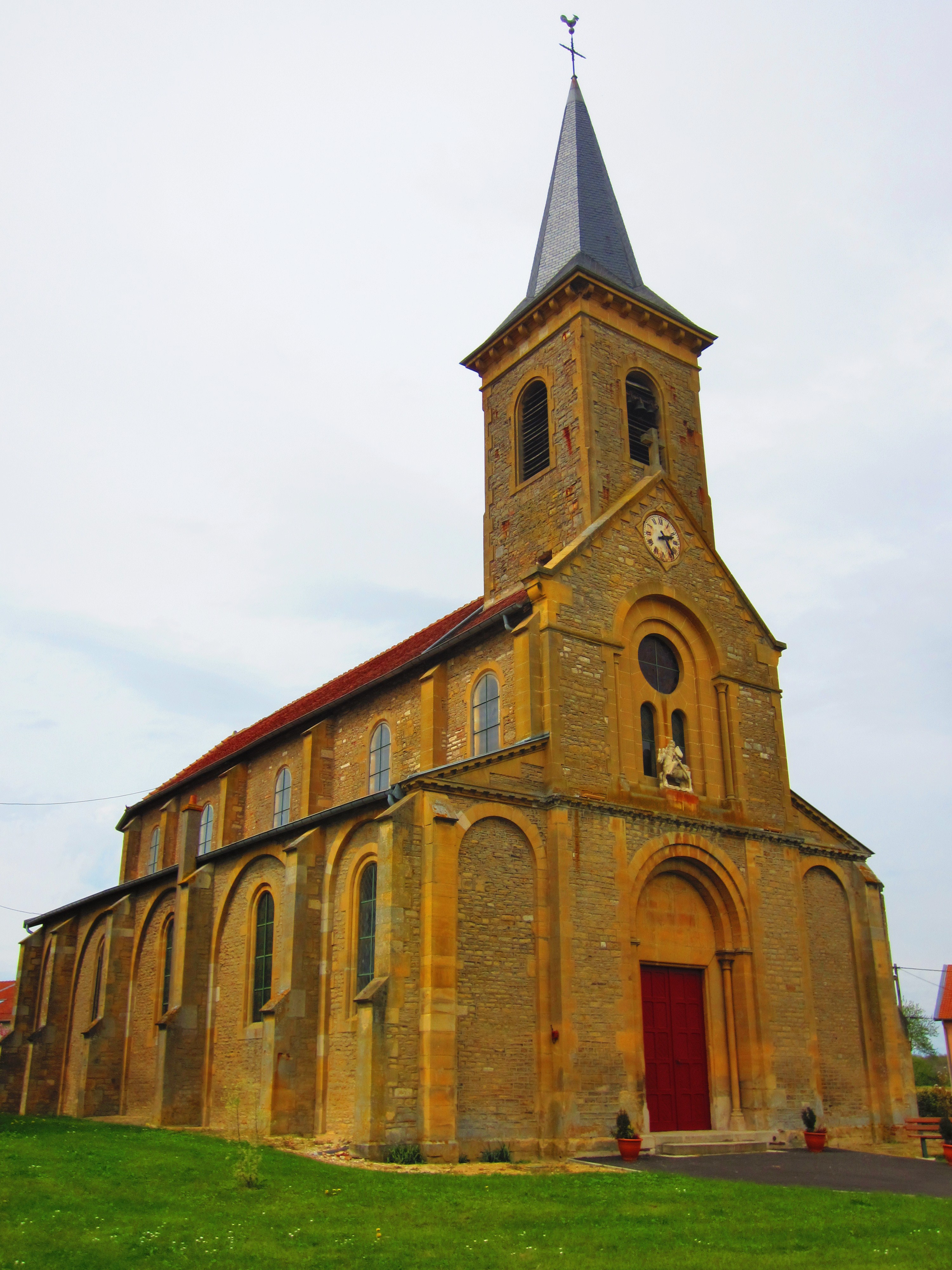
Kirche Saint-Georges